# 营城站
营城站，位于中华人民共和国吉林省长春市九台区营城街道，是长图铁路上的火车站，建于1912年，由沈阳铁路局管辖。

## 車站周邊
- 营城客运站

## 歷史
- 建于1912年。

## 外部連結
- 中国铁路客户服务中心 （页面存档备份，存于）